# Owiewka ładunku użytecznego

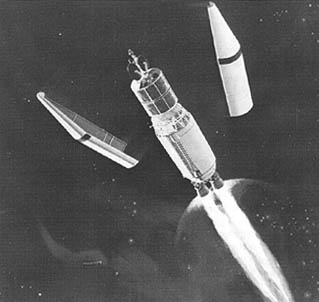
Odrzucana owiewka (wizja artysty)

Owiewka ładunku użytecznego – owiewka rakiety nośnej chroniąca ładunek użyteczny przed oddziaływaniem ciśnienia dynamicznego, obciążeniami akustycznymi oraz przed nagrzewaniem aerodynamicznym. Po wyniesieniu ponad atmosferę Ziemi owiewka jest odrzucana, odsłaniając ładunek użyteczny.

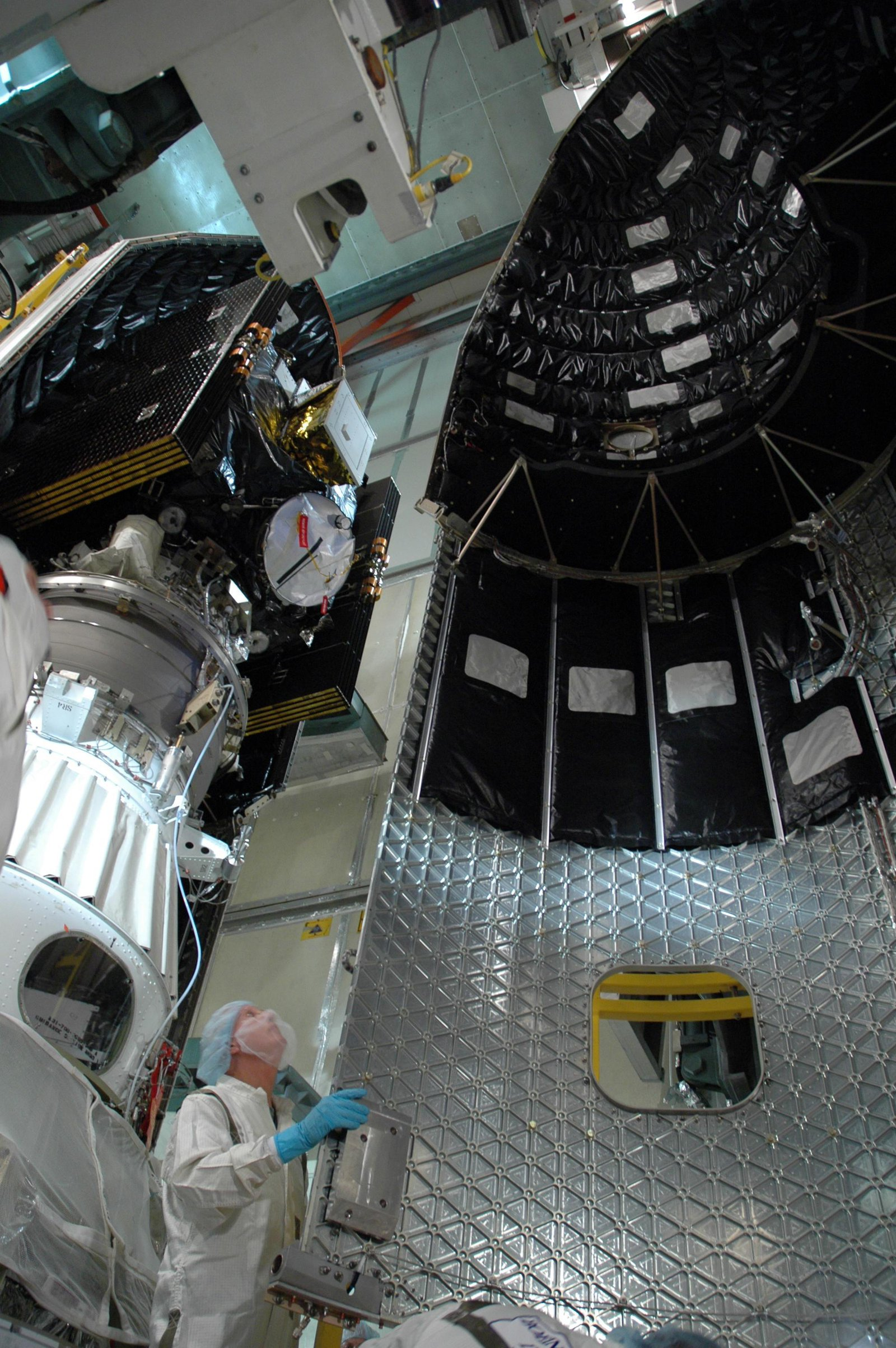
Owiewka ładunku użytecznego rakiety Delta II w czasie instalacji wokół sondy kosmicznej Dawn. Widoczna jest struktura, otwór na drzwi inspekcyjne oraz materiały izolacyjne (w kolorze czarnym).

## Konstrukcja

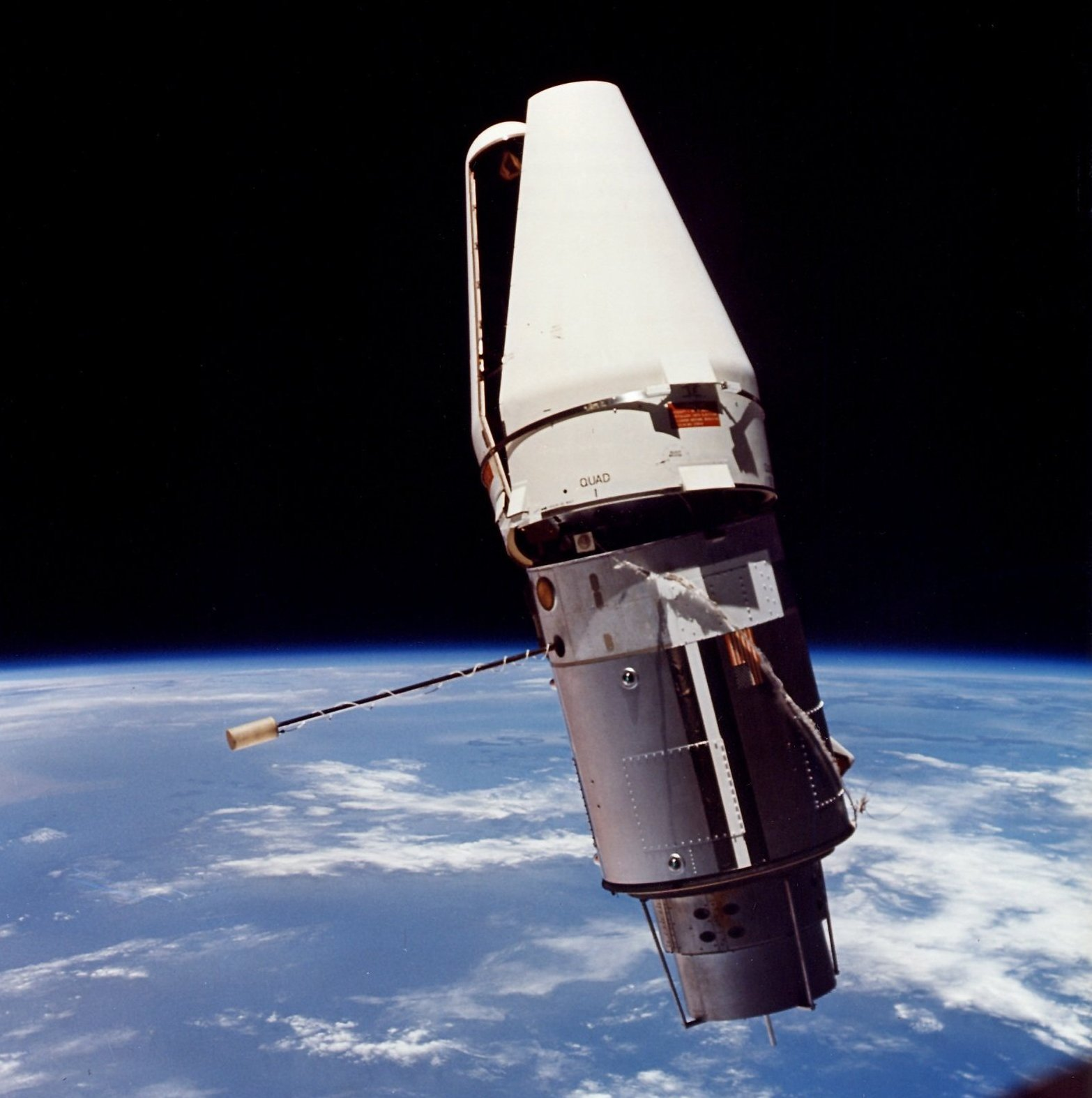
Agena Target Vehicle na orbicie, z nie odrzuconą z powodu awarii owiewką

Typowa owiewka ładunku użytecznego ma kształt cylindryczno-stożkowy, co pomaga zredukować opór aerodynamiczny, aczkolwiek istnieją owiewki o innych kształtach. Kształt owiewki jest wynikiem optymalizacji – w celu redukcji oporu aerodynamicznego korzystne jest zastosowanie owiewki o ostrym stożku, z kolei obły kształt pozwala na zwiększenie objętości owiewki. Niektóre rakiety nośne (np. H-II oraz Electron) mają kilka rodzajów owiewek, co pozwala na wybór owiewki zgodny z potrzebami klienta. Owiewka, która rozdziela się na dwie połowy w czasie jej odrzucania to owiewka muszlowa (ang. clamshell fairing), z uwagi na podobieństwo do dwuklapowej muszli małż. W niektórych rakietach owiewka ładunku użytecznego osłania zarówno ładunek użyteczny, jak i górny stopień rakiety nośnej – takie rozwiązanie jest wykorzystane np. w rakietach Atlas V oraz Proton M. Konwencjonalne owiewki są zbudowane z płyt komórkowych by uzyskać małą masę i dużą sztywność na zginanie, najczęściej ze stopów aluminium lub CFRP. Duża sztywność jest kluczowa, by zapewnić, że struktura owiewki pod naporem obciążeń nie odkształci się i nie uszkodzi znajdującego się wewnątrz ładunku użytecznego. W przeszłości wykorzystywano również włókna szklane, na przykład w pierwszych rakietach Atlas-Centaur. Struktury są pokrywane od zewnątrz lub od wewnątrz izolatorami ciepła oraz pokryciami tłumiącymi hałas. Owiewki są często wyposażone w drzwi inspekcyjne oraz systemy wentylacyjne. Hermetycznie zamknięta owiewka może zapewnić ładunkowi użytecznemu kontrolowane parametry środowiskowe. Krytycznym systemem owiewki ładunku użytecznego jest mechanizm separacji i odrzucania owiewki. Mechanizm ten musi wytrzymać obciążenia mechaniczne oraz termiczne w czasie wzlotu rakiety, a następnie niezawodnie rozdzielić elementy owiewki – zazwyczaj dwie połowy – od siebie. Ponieważ awaria mechanizmu doprowadziłaby do niepowodzenia misji, konieczne jest zapewnienie jego wysokiej niezawodności. Wykorzystywane są mechanizmy pirotechniczne, wykorzystujące nacięte śruby lub mechanizmy pneumatyczne.  

## Odzysk i ponowne użycie owiewek
Przed 2017 r. po odrzuceniu owiewka płonęła w atmosferze a jej resztki spadały do oceanu. Po raz pierwszy próbę ich odzyskania w celu ponownego wykorzystania podjęła firma SpaceX, która 30 marca 2017 roku dokonała pierwszego w historii odzysku owiewki. Owiewka jest wyhamowywana przez silniki rakietowe, a w końcowej fazie lotu z pomocą spadochronów. Drugi udany odzysk miał miejsce 25 czerwca 2019 roku, gdy odzyskano owiewkę rakiety Falcon Heavy. Obecnie firma SpaceX często odzyskuje owiewki ładunku użytecznego. Koszt jednej owiewki wynosi 6 milionów dolarów, co stanowi ok. 10% kosztu startu rakiety. Alternatywne podejście do zagadnienia prezentuje firma Rocket Lab. Rozwijana przez nią rakieta Neutron ma mieć owiewkę, która będzie się otwierać w celu wypuszczenia górnego stopnia rakiety z ładunkiem użytecznym, a następnie zamknie się i zostanie odzyskana wraz z pierwszym stopniem. 

## Producenci
Producentem owiewek ładunku jest firma RUAG Space. Produkuje m.in. owiewki ładunku rakiety Ariane oraz owiewki rakiety Atlas V
Owiewki ładunku użytecznego wytwarza Hindustan Aeronautics Ltd. z Indii
SpaceX wytwarza owiewki ładunku użytecznego wykorzystywane w ich rakietach nośnych
Owiewki rakiet japońskich są produkowane przez firmę Kawasaki

## Niepowodzenia spowodowane awarią owiewki
W czerwcu 1966 roku rakieta Atlas SLV-3 z powodzeniem umieściła na orbicie Agena Target Vehicle, planowany do wykorzystania przez załogową misję Gemini 9. W czasie podejścia do dokowania załoga zauważyła, że owiewka nie otworzyła się poprawnie i uniemożliwia dokowanie. Przez błąd techników przygotowujących rakietę do lotu, dwa sznury zabezpieczające, które powinny były być zdjęte przed lotem, pozostały na miejscu, uniemożliwiając poprawną separację.
W latach 90. problemy z owiewką spowodowały liczne awarie rakiety Long March 2E.
W roku 1999 nie udało się wynieść na orbitę satelity obserwacyjnego IKONOS-1 po awarii owiewki ładunku użytecznego rakiety Athena II. Awaria sprawiła, że rakieta nie była w stanie osiągnąć prędkości niezbędnej do wejścia na orbitę.
24 lutego 2009 roku satelita Orbiting Carbon Observatory przygotowany przez NASA nie osiągnął orbity. Winną była awaria owiewki ładunku użytecznego, która nie oddzieliła się od rakiety Taurus XL. W efekcie pojazd miał zbyt wysoką masę i nie był w stanie wejść na orbitę Ziemi. Rakieta spadła do Oceanu Indyjskiego w pobliżu Antarktydy. 
25 sierpnia 2009 roku pierwsza rakieta nośna Korei Południowej – Naro-1 – doznała niepowodzenia, ponieważ tylko jedna połowa owiewki została poprawnie odrzucona i w rezultacie rakieta zeszła z planowanej trajektorii, a wynoszony satelita nie wszedł na orbitę.
4 marca 2011 roku rakieta Taurus XL ponownie doznała awarii owiewki, przez co satelita NASA Glory nie dotarł na orbitę i spadł do Oceanu Indyjskiego. Była to druga taka awaria z rzędu, co sprawiło, że NASA zdecydowała, że satelita OCO-2, który pierwotnie miał zostać wyniesiony przez rakietę Taurus, zostanie wyniesiony przez rakietę Delta II.
31 sierpnia 2017 roku satelita Indyjskiej Organizacji Badań Kosmicznych IRNSS-1H nie został wyniesiony z powodu awarii mechanizmu separacji owiewki na rakiecie PSLV-C39. Dodatkowa masa owiewki sprawiła, że rakieta nie osiągnęła orbity. Ładunek użyteczny oddzielił się prawidłowo, ale utknął w owiewce.
Dnia 3 sierpnia 2021 roku nie udał się start chińskiej komercyjnej rakiety Hyperbola-1. Firma iSpace ujawniła, że przyczyną była awaria separacji owiewki, przez co rakieta nie była w stanie wejść na orbitę.
10 lutego 2022 roku nie powiódł się lot rakiety Astra 3.3. Na podstawie wstępnej analizy danych podejrzewa się, że awaria była spowodowana nieprawidłową separacją owiewki ładunku użytecznego

## Galeria

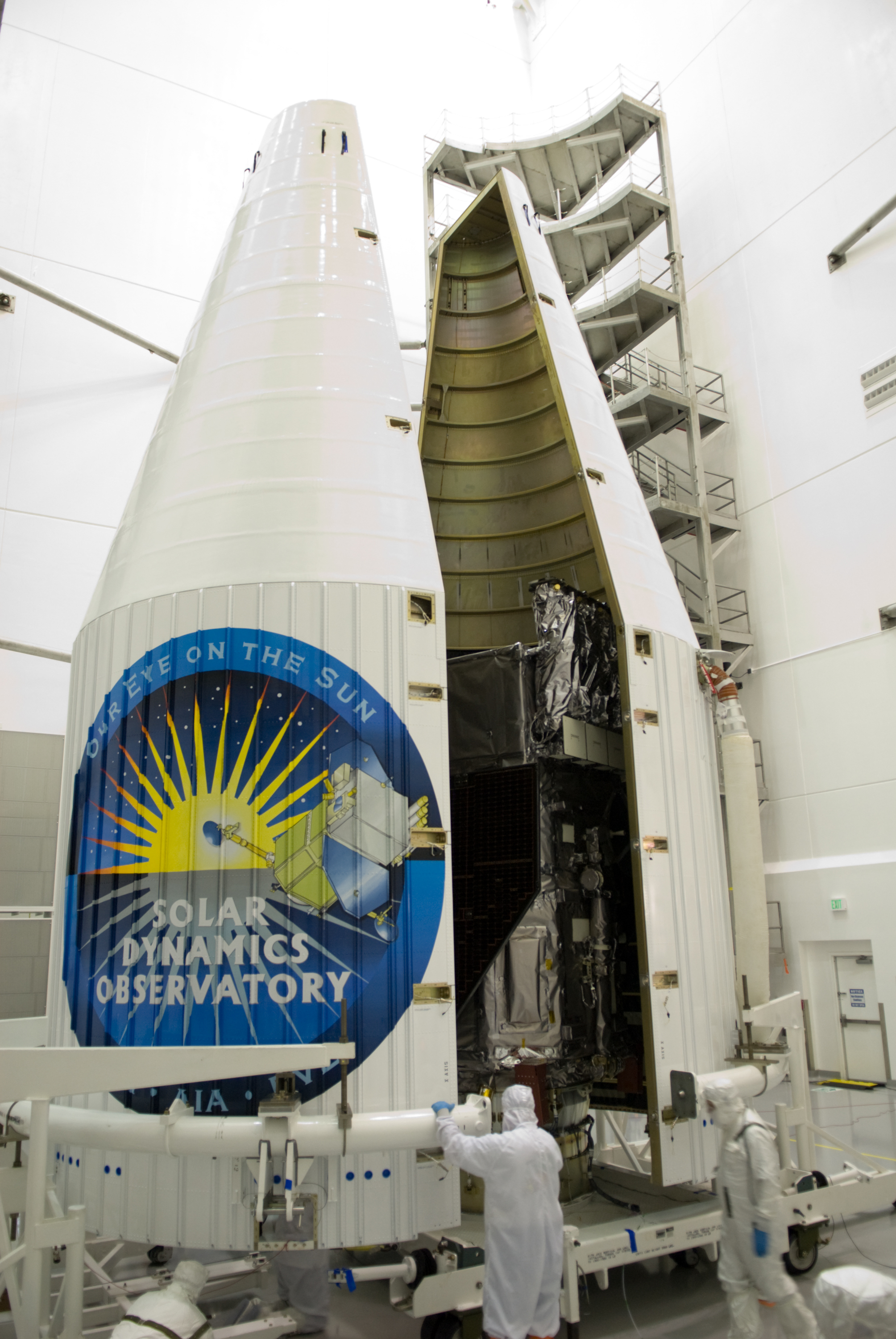
Satelita NASA Solar Dynamics Observatory umieszczany w owiewce rakiety nośnej Atlas V
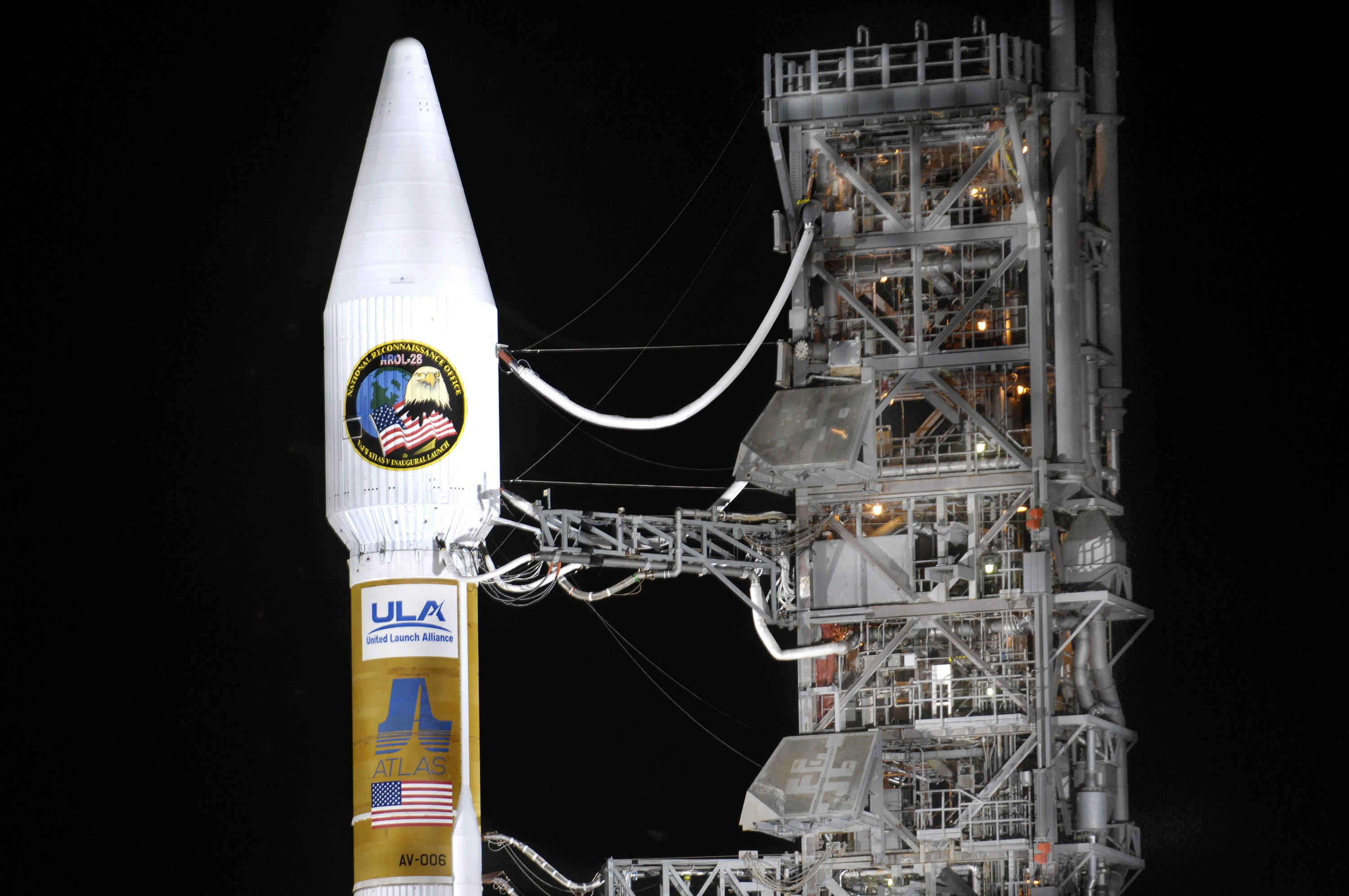
Rakieta Atlas z ładunkiem użytecznym National Reconnaissance Office w owiewce ładunku użytecznego, gotowa do startu
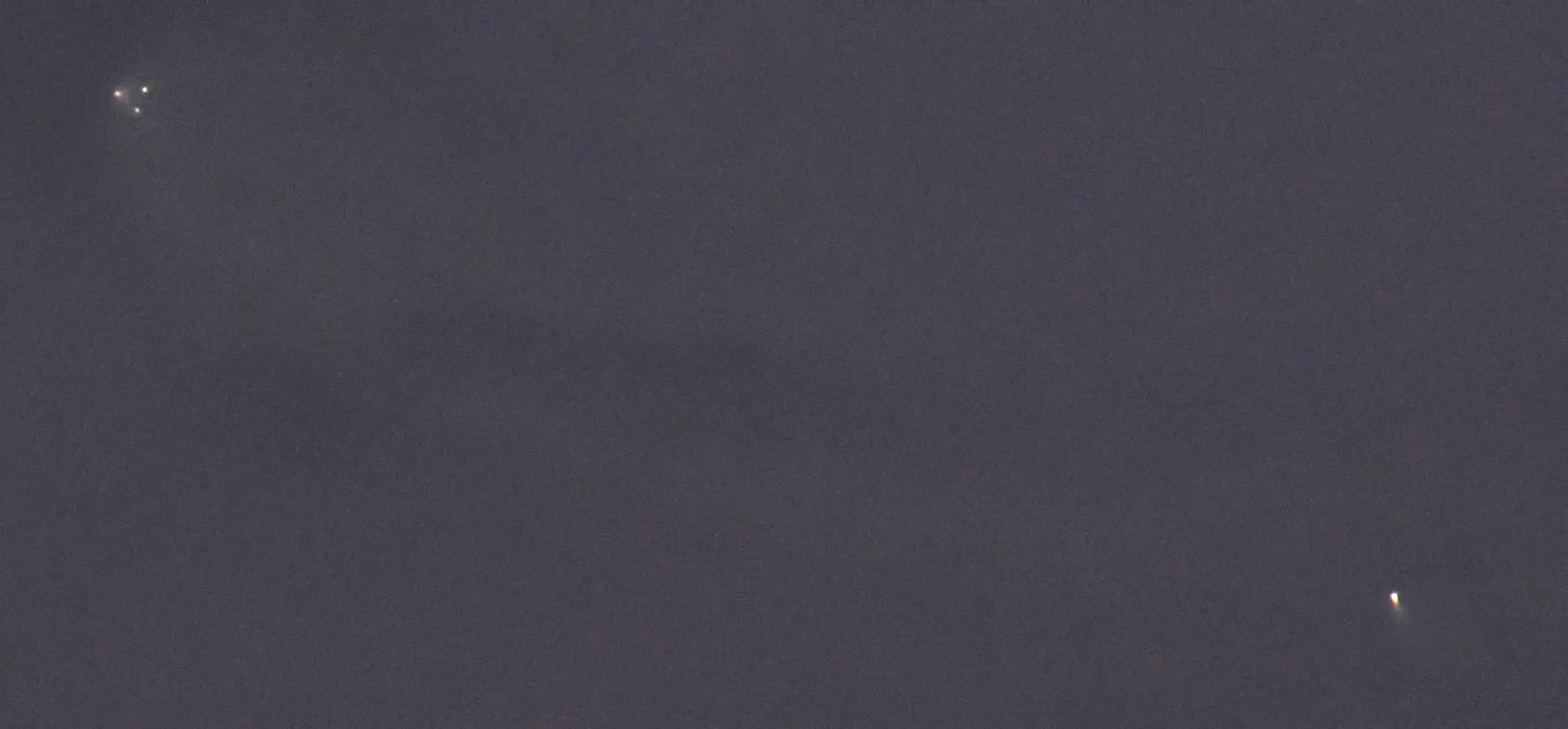
Drugi stopień rakiety Falcon 9 i dwie części odrzuconej owiewki łądunku użytecznego (lewy górny róg), pierwszy stopień rakiety Falcon 9 second (prawy dolny róg)
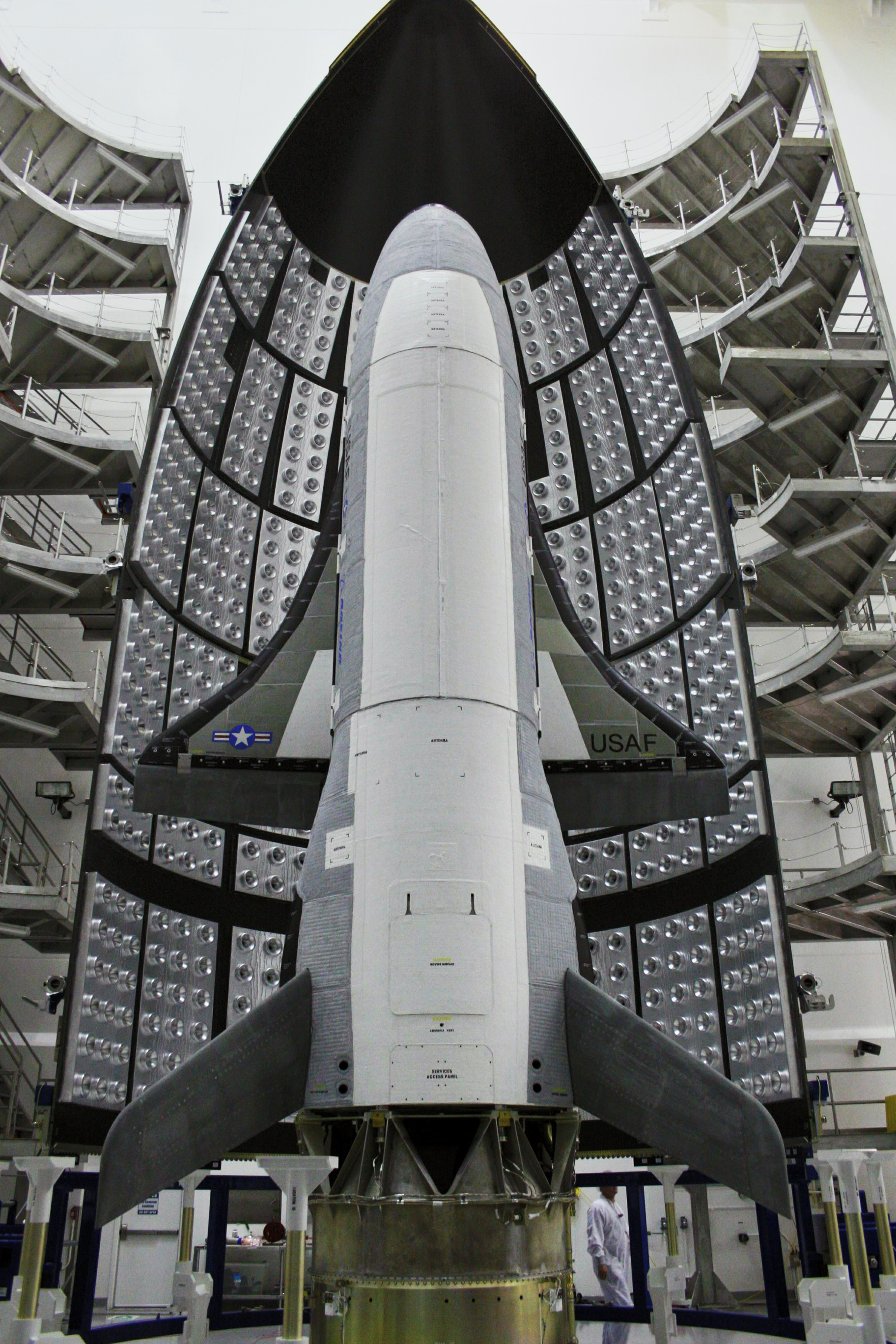
Boeing X-37B przed umieszczeniem w owiewce ładunku użytecznego